# Prva Makedonska Liga
Die Prva Makedonska Fudbalska Liga (mazedon.-kyrill. Прва македонска фудбалска лига, dt. Erste mazedonische Fußball Liga) ist die höchste nordmazedonische Fußballliga.

## Modus
Zehn Mannschaften spielen in vier Runden gegeneinander und ermitteln so den Meister. Der Achte geht in die Relegation, die beiden Letzten steigen direkt ab. Die Liga wurde nach der Auflösung Jugoslawiens im Jahre 1992 gegründet. Meister unter den 18 Teilnehmern in der Premierensaison 1992/93 wurde Vardar Skopje. Vorher spielten die nordmazedonischen Vereine in den Fußballligen Jugoslawiens.

## Teilnehmer der Saison 2025/26
Folgende Mannschaften nehmen an der Saison 2025/26 teil:
| - KF Shkëndija (Meister) - Akademija Pandev - FK Pelister Bitola - Sileks Kratovo - FK Shkupi - Rabotnički Skopje | - FC Struga - GFK Tikveš Kavadarci - Vardar Skopje - FK Bashkimi (Aufsteiger) - KF Arsimi (Aufsteiger) - Makedonija Skopje (Aufsteiger) |

## Nordmazedonische Meister
- 1992/93 Vardar Skopje
- 1993/94 Vardar Skopje
- 1994/95 Vardar Skopje
- 1995/96 Sileks Kratovo
- 1996/97 Sileks Kratovo
- 1997/98 Sileks Kratovo
- 1998/99 FK Sloga Jugomagnat Skopje
- 1999/00 FK Sloga Jugomagnat Skopje
- 2000/01 FK Sloga Jugomagnat Skopje
- 2001/02 Vardar Skopje
- 2002/03 Vardar Skopje
- 2003/04 FK Pobeda Prilep
- 2004/05 Rabotnički Skopje
- 2005/06 Rabotnički Skopje
- 2006/07 FK Pobeda Prilep
- 2007/08 Rabotnički Skopje
- 2008/09 Makedonija Skopje
- 2009/10 FK Renova Džepčište
- 2010/11 KF Shkëndija
- 2011/12 Vardar Skopje
- 2012/13 Vardar Skopje
- 2013/14 Rabotnički Skopje
- 2014/15 Vardar Skopje
- 2015/16 Vardar Skopje
- 2016/17 Vardar Skopje
- 2017/18 KF Shkëndija
- 2018/19 KF Shkëndija
- 2019/20 Vardar Skopje
- 2020/21 KF Shkëndija
- 2021/22 FK Shkupi
- 2022/23 FC Struga
- 2023/24 FC Struga
- 2024/25 KF Shkëndija

## Rekordmeister
| Rang | Verein                     | Anzahl | Spielzeiten                                                      |
| ---- | -------------------------- | ------ | ---------------------------------------------------------------- |
| 1.   | Vardar Skopje              | 11     | 1993, 1994, 1995, 2002, 2003, 2012, 2013, 2015, 2016, 2017, 2020 |
| 2.   | KF Shkëndija               | 5      | 2011, 2018, 2019, 2021, 2025                                     |
| 3.   | Rabotnički Skopje          | 4      | 2005, 2006, 2008, 2014                                           |
| 4.   | Sileks Kratovo             | 3      | 1996, 1997, 1998                                                 |
| 4.   | FK Sloga Jugomagnat Skopje | 3      | 1999, 2000, 2001                                                 |
| 6.   | FK Pobeda Prilep           | 2      | 2004, 2007                                                       |
| 6.   | FC Struga                  | 2      | 2023, 2024                                                       |
| 8.   | Makedonija Skopje          | 1      | 2009                                                             |
| 8.   | FK Renova Džepčište        | 1      | 2010                                                             |
| 8.   | FK Shkupi                  | 1      | 2022                                                             |

## UEFA-Fünfjahreswertung
Platzierung in der UEFA-Fünfjahreswertung:
(in Klammern die Vorjahresplatzierung). Die Kürzel CL, EL und CO hinter den Länderkoeffizienten geben die Anzahl der Vertreter in der Saison 2026/27 der Champions League, der Europa League sowie der Conference League an.
- 49.  (52)  Wales (Liga, Pokal) – Koeffizient: 6.791 – CL: 1, EL: 0, CO: 3
- 50.  (46)  Georgien (Liga, Pokal) – Koeffizient: 6.625 – CL: 1, EL: 0, CO: 3
- 51.  (50)  Nordmazedonien (Liga, Pokal) – Koeffizient: 6.166 – CL: 1, EL: 0, CO: 2
- 52.  (49)  Belarus (Liga, Pokal) – Koeffizient: 6.000 – CL: 1, EL: 0, CO: 2
- 53.  (51)  Andorra (Liga, Pokal) – Koeffizient: 5.498 – CL: 1, EL: 0, CO: 2

Stand: Ende der Europapokalsaison 2024/25

## Qualifikation für europäische Wettbewerbe
Der Meister nimmt an der 1. Qualifikationsrunde zur UEFA Champions League teil. Der Zweite, Dritte und der Pokalsieger spielen in der 1. Qualifikationsrunde der UEFA Europa Conference League. Ist der Pokalsieger bereits über den Ligaplatz qualifiziert, rückt der Vierte nach.